# (836) Jole
(836) Jole est un astéroïde de la ceinture principale découvert le 23 septembre 1916 par l'astronome allemand Max Wolf.
Il fut nommé en honneur de Iole en mythologique grecque. Sa désignation provisoire était 1916 AF.